# Kaos Futsal 2015-2016
Questa pagina raccoglie i dati riguardanti il Kaos Futsal, squadra di calcio a 5 militante in serie A, nelle competizioni ufficiali della stagione 2015-2016.

## Trasferimenti

### Sessione estiva
| Duio            | Concórdia  |
| Marko Perić     | Real Rieti |
| Davide Putano   | Asti       |
| Angelo Schininà | Lazio      |
| Luis Turmena    | svincolato |

| Evandro Barros        | Sammichele   |
| Edgar Bertoni         | Asti         |
| Giuliano Catelani     | Salinis      |
| Giuseppe Failla       | Meta Catania |
| André Ferreira        | Montesilvano |
| Laion Freitas         | Concórdia    |
| Francesco Petriglieri | Meta Catania |

### Sessione invernale
| nessuno |

| nessuno |

## Organico

### Prima squadra
| N° | Naz.               | Ruolo      | Sportivo                | Anno     |  |  |
| -- | ------------------ | ---------- | ----------------------- | -------- |  |  |
| 2  | Serbia (bandiera)  | UNI        | Marko Perić             | 05.02.84 |  |  |
| 6  | /                  | LAT        | Tuli                    | 27.11.92 |  |  |
| 7  | Brasile (bandiera) | LAT        | Jeferson Fernando Titon | 16.02.91 |  |  |
| 8  | Brasile (bandiera) | LAT        | Pedro Espíndola         | 12.07.93 |  |  |
| 10 | /                  | LAT        | Wellington Coco         | 20.01.88 |  |  |
| 11 | Albania (bandiera) | LAT        | Roald Halimi            | 01.07.88 |  |  |
| 13 | Brasile (bandiera) | LAT        | Giovani Pedotti         | 06.09.82 |  |  |
| 14 | /                  | PIV        | Kaká                    | 27.05.87 |  |  |
| 17 | /                  | DIF        | Vinícius                | 19.02.87 |  |  |
| 18 | Italia (bandiera)  | LAT        | Angelo Schininà         | 12.04.91 |  |  |
| 22 | Brasile (bandiera) | LAT        | Luis Turmena            | 10.01.91 |  |  |
| 26 | Italia (bandiera)  | POR        | Davide Putano           | 09.06.85 |  |  |
| 29 | Brasile (bandiera) | LAT        | Duio                    | 15.11.90 |  |  |
|    | Italia (bandiera)  | Allenatore | Leopoldo Capurso        | 05.03.56 |  |  |
|    | Serbia (bandiera)  | Allenatore | Velimir Andrejić        | 13.02.67 |  |  |
|    | Spagna (bandiera)  | Allenatore | Julio Fernández         | 05.04.61 |  |  |

### Under 21
| N° | Naz.               | Ruolo | Sportivo         | Anno     |  |  |
| -- | ------------------ | ----- | ---------------- | -------- |  |  |
| 3  | Brasile (bandiera) | LAT   | Lucas Baroni     | 23.06.97 |  |  |
| 4  | Italia (bandiera)  | LAT   | Loris Di Guida   | 10.04.96 |  |  |
| 5  | Brasile (bandiera) | LAT   | Mateus Garcia    | 26.03.97 |  |  |
| 9  | Brasile (bandiera) | LAT   | Rafael Ciavolela | 17.02.97 |  |  |
| 12 | Brasile (bandiera) | POR   | João Carlos Timm | 11.08.95 |  |  |
| 15 | Brasile (bandiera) | UNI   | Guilherme Zonta  | 07.05.97 |  |  |
| ?  | Brasile (bandiera) | POR   | Luan Fiuza       | 02.08.98 |  |  |
| ?  | Brasile (bandiera) | PIV   | Vander Salas     | 03.10.97 |  |  |